# Moto E5 Plus

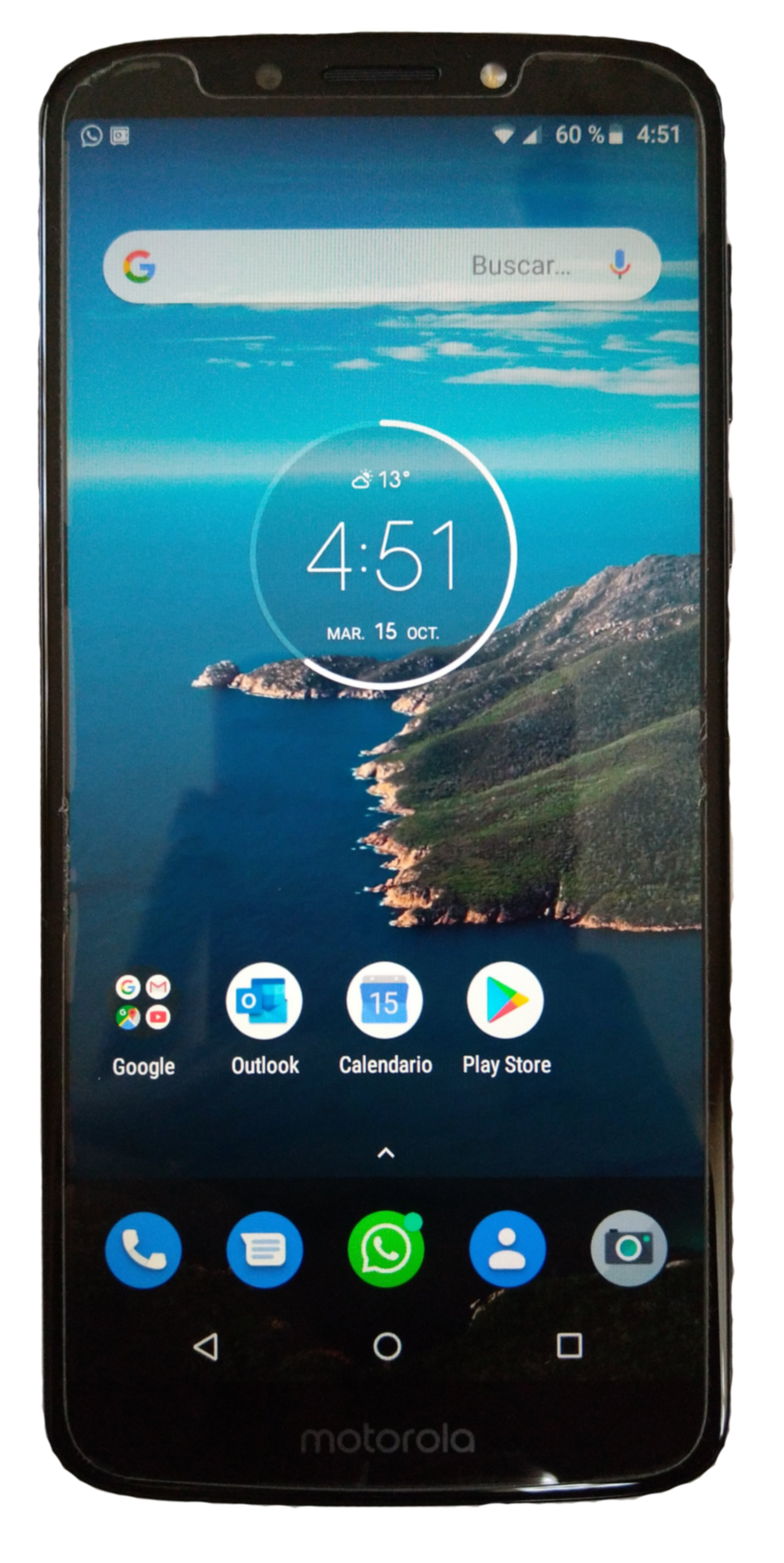
Moto E5 Plus XT1924-1 Black

El Moto E5 Plus es un teléfono inteligente de gama baja desarrollado por Motorola, cuenta con 16 GB de almacenamiento interno, RAM de 2 GB, cámara trasera de 12 MP con enfoque láser, que simula una doble cámara, y una cámara frontal de 5 MP, entre otras especificaciones.

## Cámara
- Trasera

Cámara: de 12 MP, f/2.0.
CARACTERÍSTICAS: Autofocus por detección de fase y láser, flash led, foco táctil, detección de rostro y sonrisa, geo-tagging y HDR. Puede grabar hasta 1080p@30fps, o sea, en Full HD
- Frontal

Cámara: de 5 MP, f/1.2.
CARACTERÍSTICAS: Flash led, detección de rostro, geo-tagging. Puede grabar hasta 720p, o sea, en HD.

## Almacenamiento
- Memoria Interna: 2 versiones: una de 16 GB, y otra de 32 GB (expandible hasta 128)
- RAM: 2 versiones: una de 2 GB (la de 16 GB) y otra de 3 GB (la de 32 GB).

## Batería
- Tiene una batería de 5.000 mAh, con adaptador de 2 A y cable USB.

## Diseño
En la parte trasera cuenta con un diseño "reflectante" de cristal, tiene sensor de huella y en la parte de la cámara tiene un diseño de "reloj", y solo está disponible en color negro. En la parte frontal no cuenta con un "notch". En los bordes encontramos botón de encendido y apagado, y los botones de volumen en el mismo lado. Arriba del dispositivo (en los bordes) encontramos el micrófono y el jack de auriculares, mientras tanto en la parte del borde de abajo, tenemos la entrada micro USB y el micrófono.

## Pantalla
El tipo de pantalla es IPS LCD, y protección Gorilla Glass 3. Cuenta con resolución HD+, 720x1440, y vídeo hasta 1080p@30fps.

## SO
Viene (de fábrica) con Android Oreo 8.0.